# Sol (Bier)

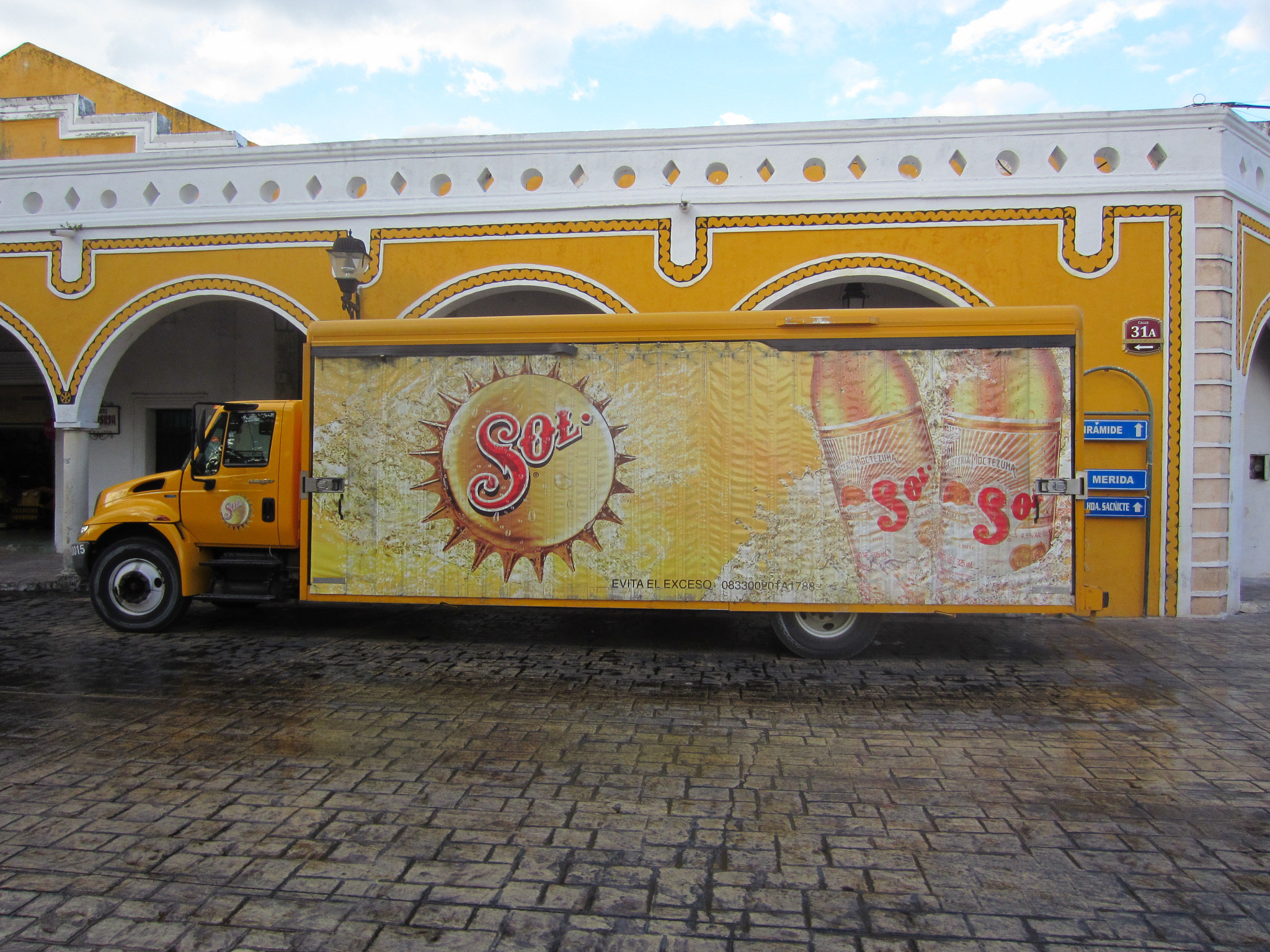
Truck des Cerveza Sol

Cerveza Sol (spanisch in etwa für Sonnenbier) ist eine mexikanische Biermarke, die von der Cervecería Cuauhtémoc Moctezuma (mehrheitlich im Besitz der Heineken-Gruppe) gebraut wird. Cerveza Sol gehört zu den bekanntesten und traditionsreichsten mexikanischen Biermarken.

## Geschichte
Das Cerveza Sol wurde erstmals 1899 in der Brauerei „El Salto del Agua“ produziert. Die Legende besagt, dass sich auf dem Dach der Brauerei eine Öffnung befand, durch die in der Mittagszeit die Sonnenstrahlen direkt auf die Braukessel fielen und diese Tatsache zum Namen der Biermarke inspirierte.
Seit der Übernahme der Brauerei „El Salto del Agua“ im Jahr 1912 durch die Cervecería Moctezuma wird das Cerveza Sol in Orizaba, Veracruz, gebraut.
Bis Anfang der 1990er-Jahre blieb Sol eine kleine regionale Marke, bis die Cervecería Cuauhtémoc-Moctezuma 1993 beschloss, die Marke landesweit zu etablieren.
Etwa zur selben Zeit begann die Brauerei, das Produkt auch international zu vermarkten, stieg Mitte der 1990er-Jahre in das Trikotsponsoring ein und löste allmählich das von derselben Brauerei produzierte Cerveza Superior ab, das noch bis 2003 auf den Trikots der Tiburones Rojos Veracruz zu finden war. Ab 2004 bewarb der Schriftzug des Cerveza Sol die Trikots von Veracruz.
Bereits 1995 zierte der Schriftzug des Cerveza Sol die Trikots des Club León und folgte ein Jahr später auch auf den Trikots des Tampico-Madero FC und des Club Deportivo Guadalajara.
Im selben Jahr begann die Marke ihre Expansion nach China und bald auch in andere asiatische Länder. Inzwischen wird das Cerveza Sol in mehr als 50 Ländern vertrieben.
2012 betrug die Produktionskapazität pro Jahr für Cerveza Sol 10,2 Millionen Hektoliter.